# 瓦德 (丹麦)
瓦德（丹麥語：Varde），是丹麦南丹麦大区瓦德市镇的主要城镇，位于日德兰半岛西南部。
2015年，市政府将其座右铭改为“我们在自然中”，以强调其乡村氛围。该市拥有古老的商业氛围，位于瓦德河畔，濒临北海，这些特色使其成为了旅游目的地。瓦德的历史并不完全清楚，但它在公元1107年的书面资料中被提及，因此被认为是在中世纪早期的某个时期建立起来的。 